# Рыболовецкий колхоз «Восток-1»
Рыболовецкий колхоз «Восток-1» (АО «Р/К «Восток-1») — российская компания, осуществляющая промысел и обработку рыбы и крабов на Дальнем Востоке. Лидер глубоководного промысла Российской Федерации. Специализируется на добыче таких глубоководных объектов, как макрурусы  и крабы-стригуны японикус и ангулятус. Крупный обладатель квот трески и палтусов. На 2023 год флот предприятия включает 14 добывающих судов и 2 транспортных судна-рефрижератора. Компания основана в 1991 году. Офис расположен в г. Владивосток.

## История
«Рыболовецкий колхоз «Восток-1» образован в 1991 году без приватизации, без использования какого-либо государственного имущества и без участия государства. В Совет директоров вошли Шегнагаев В. Х., бывший министр рыбного хозяйства СССР Котляр Н. И., Ширяев Е. Д. и Передня А. А.
На начальном этапе суда арендовались. В 1992 году «Р/К «Восток-1» организовал промысловые экспедиции на треску,  минтай, краб, морского ежа и получил первую прибыль. В том же году руководство организации приняло решение взять курс на обретение современного флота и развитие технологий производства.
Такой флот и технологии имелись в США. Американская сторона пошла на сделку, так как промысел королевских крабов в Бристольском заливе длился всего 20 дней в году, и суда большую часть времени простаивали у причала. В результате «Р/К «Восток-1» арендовал с последующим выкупом три судна, оборудованных технологической линией по заморозке крабов в рассоле: «Арктик Орион», «Пасифик Орион» и «Арктик Дискавери».

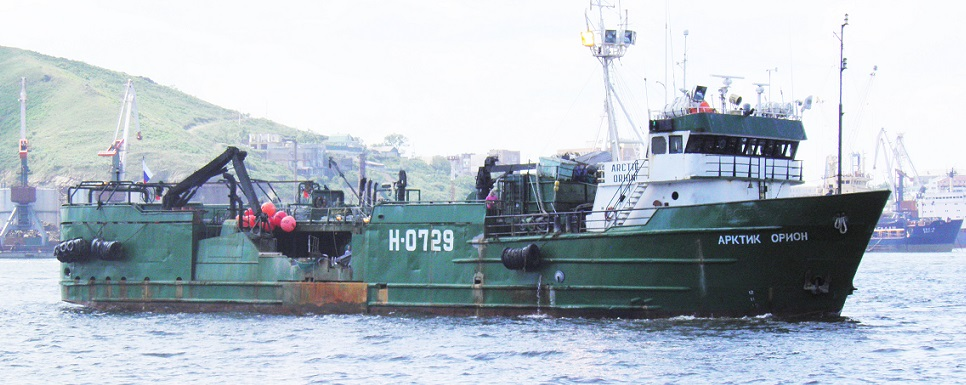
Краболов-процессор "Арктик Орион"

На этих судах впервые был применен совершенно новый для России метод промысла. При добыче краба в Советском Союзе применялись краболовные сети, в которые попадали особи разных размеров: 20-30% - крабы промысловых размеров, остальные – молодь и самки. Аккуратно выпутать крабов из сетей не представлялось возможным, поэтому, при выборке сетей, самок и молодь просто разбивали, нанося критический ущерб запасам этого объекта.
На судах «Р/К «Восток-1» начали применять особые крабовые ловушки, а именно «ловушки-чемоданы». Ключевой особенностью данного метода лова являлось то, что в «чемодан» так же заходили все особи крабов, но сохранялись они хорошо. В результате промысловые особи направлялись на обработку, а самки и молодь живыми отпускались в море, и это способствовало поддержанию биоресурса.
Данный метод добычи соответствовал всем актуальным экологическим стандартам, и в дальнейшем этот способ начали применять крабопромышленники всего Дальнего Востока. Это нововведение «Р/К «Восток-1» вывело крабовый промысел России на новый качественный уровень.
«Р/К «Восток-1» также предложил новый для российской рыбной промышленности способ переработки краба. Практически все российские добытчики продавали краб в сыром виде, а «Р/К «Восток-1» начал выпуск краба, замороженного в рассоле. Новинка обрела огромную популярность у иностранных покупателей, а комитет по рыболовству России высоко оценил ее. В 1992 году поставки на иностранные рынки такой высокотехнологичной продукции имели для РФ политическое значение. Три арендованных краболова «Р/К «Восток-1» выловили 8 тысяч тонн, а многочисленные суда флагмана рыбной промышленности «Дальморепродукта» добыли 9 тысяч тонн краба.
К концу 1990-х гг., помимо трех краболовных судов, «Р/К «Восток-1» располагал двумя судами ярусного промысла, тремя сейнерами, транспортным рефрижератором, приемно-производственным рефрижератором, креветколовом, малым рыболовным траулером, траулером морозильным. Помимо крабов, добывались минтай, терпуг, треска, навага, камбала, сельдь, мойва, палтусы.
В конце 1990-х гг.«Р/К «Восток-1» первым в России приступил к освоению глубоководного промысла. Начальным объектом освоения стал черный палтус Охотского моря, который в те времена считался глубоководной рыбой. Предприятие добилось успеха и несколько лет было единственным, кто добывал черный палтус на постоянной основе.
К началу 2000-х гг. «Р/К «Восток-1» начал практическую проработку технологий нового для России направления – добычу глубоководных крабов-стригунов японикус и ангулятус и продолжил ранее начатую деятельность по исследованию и оптимизации промысла палтуса и глубоководной рыбы макрурус.
К 2004 году «Р/К «Восток-1» обладал судами, подготовленными для глубоководного промысла: 3 краболова-процессора и 2 судна ярусного промысла. Суммарный вылов объектов глубоководного промысла превысил 5 тысяч тон в год.
В течение следующих 5 лет усилия «Р/К «Восток-1» были направленны на продолжение научных исследований глубоководных объектов промысла и совершенствование методов их добычи. В результате, при том же количестве судов, суммарный вылов глубоководных объектов был увеличен до 7 тысяч тонн в год.

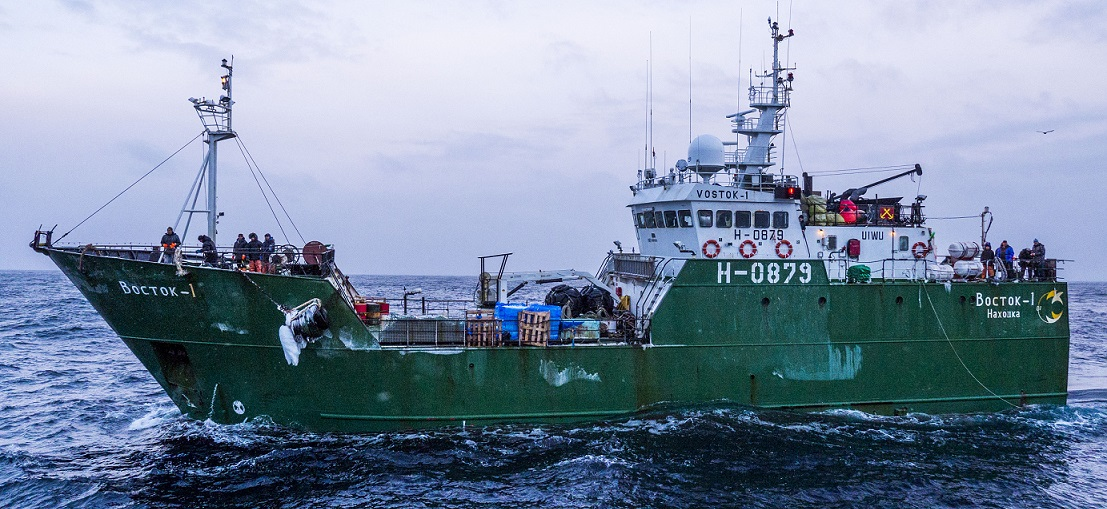
Ярусолов "Восток-1"

С 2008 года «Р/К «Восток-1» выполнял масштабную программу по закупке дополнительных судов и их модернизации с целью начала ведения стабильного промысла на глубинах до 1500 метров.
Таким образом, флот «Р/К «Восток-1» дополнили 12 судов: 6 краболовов и 6 ярусоловов. Эти суда были глубоко модернизированы для специализации на глубоководном промысле. В итоге вылов объектов глубоководного промысла достиг 25 тысяч тонн: более 8 тысяч тонн крабов, более 16 тысяч тонн макруруса в год.
Развитие промысла макруруса продолжительное время являлось убыточным направлением и финансировалось за счет добычи глубоководных крабов. В 2015 году, когда продукция из макруруса внедрилась на рынок, на нее сформировался стабильный спрос и начали расти цены, промысел макруруса стал рентабельным. Таким образом, «Р/К «Восток-1» более 10 лет развивал рынок макруруса, и, в итоге, добычей этой глубоководной рыбы активно занялись и сторонние организации.
К 2016 году возникла потребность в очередной крупномасштабной модернизации промысловых судов с целью ведения стабильного промысла на глубинах до 2500 метров. В 2017-2018 гг. программа модернизации была реализована силами «Р/К «Восток-1» в полном объеме.
Развитие глубоководного направления, которое, наконец, набрало необходимый темп, внезапно остановилось в 2019 году. На электронные торги были выставлены 50% всех квот на добычу крабов с инвестиционными обязательствами для победителей по строительству промысловых судов на российских верфях. Компании пришлось заниматься проработкой новых проектов, чтобы задействовать высвобождающийся флот и сохранить рабочие места..
Несмотря на потрясения, связанные с реализацией инвестиционных аукционов, пандемии COVID-19, санкционным давлением, оказываемым на Российскую Федерацию, «Р/К «Восток-1» с достоинством справляется с возникающими вызовами и продолжает стабильную работу.

## Научная деятельность
С первых лет начала деятельности, «Р/К «Восток-1» тесно сотрудничал с наукой, в частности, с Тихоокеанским научно-исследовательским рыбохозяйственным центром (ТИНРО). В отсутствие финансирования научных экспедиций и исследований со стороны Минрыбхоза, «Р/К «Восток-1» выплачивал заработную плату двум тысячам сотрудникам ТИНРО с апреля по октябрь 1992 года. Также ученые могли вести промысловые экспедиции на судах «Р/К «Восток-1».
По поручению Государственного комитета РФ с 1995 года предприятие занималось выпуском хитина и хитозана из панцирей крабов. Также разрабатывались препараты на основе коллагеназы.
«Р/К «Восток-1», совместно с наукой, осваивал новые промысловые районы и объекты добычи. Среди таких объектов – мойва в Охотского и Берингова морях, черный палтус Охотского моря, треска Японского моря.
В 2018 году предприятие организовало экспедицию в район Гавайского хребта (центр северной части Тихого океана). Эта экспедиция стала первой глубоководной промысловой экспедицией в современной истории России. Экспедиция снабдила ТИНРО новыми данными и материалами, показала наличие перспективных для промысла объектов.

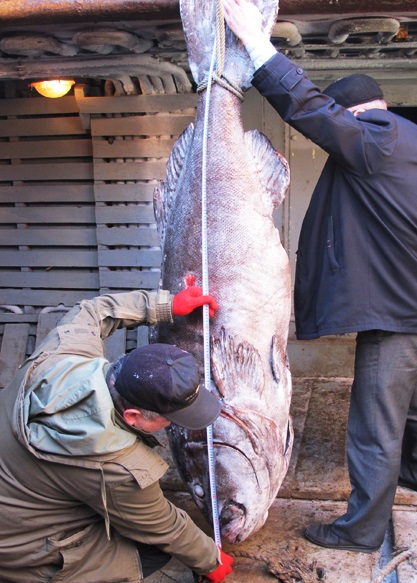
Рекордный по размерам экземпляр морского монаха - 201 см.

В ходе экспедиции был пойман рекордный по размерам экземпляр морского монаха длиной 201 см, вес рыбы составил порядка 100 кг. Рекорд зафиксирован ТИНРО, а данный экземпляр был представлен во Владивостоке на ВЭФ в том же году.
В 2019 году организована экспедиция на промысел кальмаров в Японском море и Тихом океане.. В ходе исследований были добыты и изучены кальмары Бартрама, тихоокеанский, северный, курильский; актуализированы сезоны и районы международного промысла кальмаров.
В 2018 году «Р/К «Восток-1» закупил глубоководную технику, фиксирующую поведение рыбы и крабов около орудий лова. Подсветка работает на глубинах до 1750 метров, а видеокамеры - на глубинах до 2000 метров. Предприятие с привлечением академической науки планирует работы по созданию глубоководных роботов. С 2019 года проект заморожен ввиду изъятия 50% крабовых квот для выставления их на инвестиционные аукционы. От прибыли, получаемой от глубоководных крабов, планировалось финансировать научные проекты. Тем не менее, «Р/К «Восток-1» продолжает участие в научных программах.
«Р/К «Восток-1» на постоянной основе размещает научных наблюдателей на своих судах, проводит совместные съемки.
«Р/К «Восток-1» является участником программы «Исследования и освоение биоресурсов глубоководного пояса дальневосточных морей».

## Флот
На начало 2023 г. «Р/К «Восток-1» располагает 6 судами для промысла и обработки краба (краболовы-процессоры): «Шанс 102», «Шанс 103», «Шанс 104», «Шанс-105», «Шанс-106», «Талан».
Промысел и обработку рыбы ведут 8 единиц (ярусоловы): «Восток-1», «Восток-3», «Восток-4», «Восток-5», «Восток-6», «Восток-7», «Восток-8», «Триумф».
Компания обладает 2 транспортными судами: «Восток Рифер» и «Остров Ионы».

## Современная деятельность
Предприятие ведет круглогодичный промысел рыбы и глубоководных крабов на Дальнем Востоке, а именно в Беринговом, Охотском, Японском морях. Выловленные объекты обрабатываются и замораживаются в море на добывающих судах компании.
Организация выпускает мороженую продукцию, в том числе с высокой добавленной стоимостью, из следующих обитателей дальневосточного бассейна: 
•	краб-стригун японикус
•	краб-стригун ангулятус
•	краб равношипый
•	макрурус черный
•	макрурус малоглазый
•	треска тихоокеанская
•	палтус черный (синекорый)
•	палтус белокорый
•	палтус стрелозубый
•	угольная
•	шипощёк длиннопёрый
•	шипощёк аляскинский
•	скат

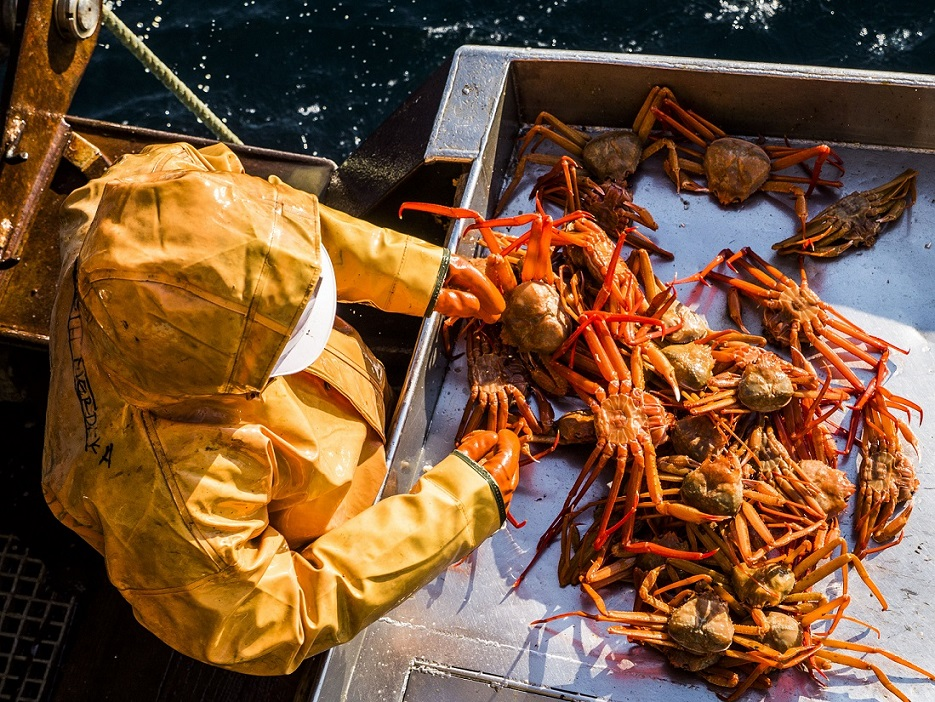
Сортировка улова глубоководных крабов

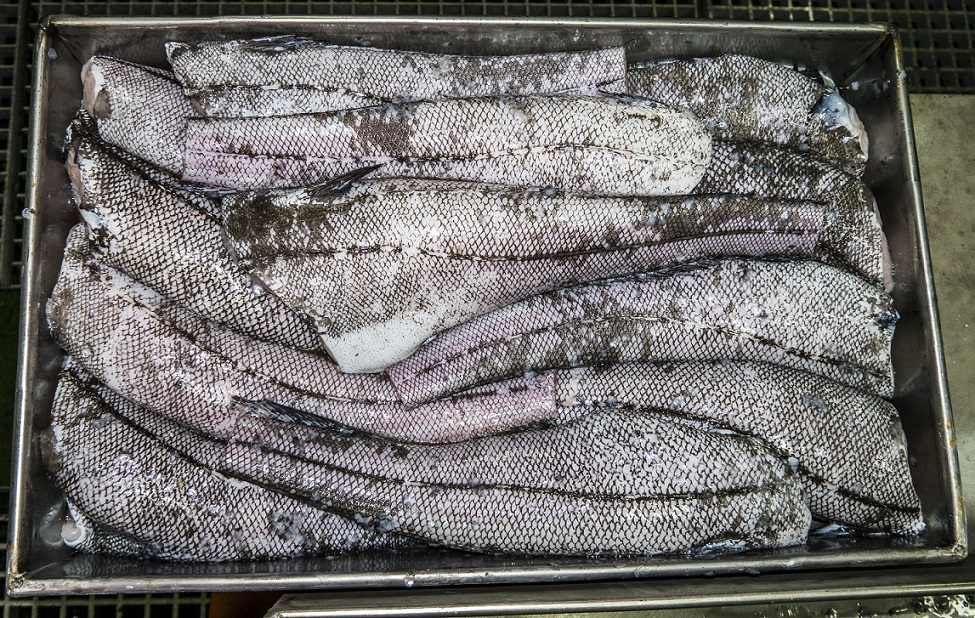
Выпуск продукции из макруруса

Ассортимент выпускаемой продукции представлен 30 наименованиями. Крабовая продукция выпускается готовой к употреблению: выловленный краб разделывается, варится и замораживается на судах.
В Российской Федерации «Р/К «Восток-1» занимает лидирующею позицию по объему добычи глубоководных ресурсов: макрурусов  и крабов-стригунов японикус и ангулятус.
Продукция компании поставляется на внутренний рынок, а также на рынки США, Канады, Евросоюза, Южной Кореи, Японии, Китая. В 2023 году предприятие получило доступ на рынки Саудовской Аравии.

## Квоты компании
Помимо тихоокеанской трески и палтусов, одними из ключевых для компании являются объекты глубоководного промысла, на которых специализируется предприятие: макрурусы и крабы-стригуны японикус и ангулятус. За последние годы квоты компании на данных объектах составили:
| Год  | Макрурус | Краб-стригун японикус | Краб-стригун ангулятус |
| ---- | -------- | --------------------- | ---------------------- |
| 2023 | 24 779   | 2 028                 | 957                    |
| 2022 | 27 663   | 2 096                 | 977                    |
| 2021 | 26 194   | 2 999                 | 1 406                  |
| 2020 | 24 145   | 2 733                 | 1 195                  |
| 2019 | 16 977   | 5 205                 | 2 818                  |
| 2018 | 16 259   | 5 499                 | 2 989                  |
| 2017 | 13 888   | 4 732                 | 2 449                  |
| 2016 | 12 815   | 4 842                 | 2 672                  |